# Abbazia di Mont-César
L'abbazia di Mont-César, o Keizersberg (in latino Abbatia Regina Coeli de Castro Lovaniensi), a Lovanio, è un monastero benedettino.

## Storia
La casa di Lovanio fu fondata nel 1888 dai benedettini dell'abbazia di Maredsous per gli studenti che, conclusi gli studi liceali, proseguivano gli studi presso la locale università cattolica: la direzione della casa fu affidata a dom Roberto De Kerchove.
Più tardi, quando l'abbazia di Maredsous ebbe un numero considerevole di monaci, si procedette alla fondazione di un priorato dipendente: il monastero fu eretto sui ruderi di un castello detto Castrum Caesari, che prendeva il nome da Carlo V che vi aveva soggiornato. Il 13 aprile 1888 il monastero fu eretto in priorato e il 6 agosto successivo in abbazia: l'8 settembre Roberto De Kerchove fu eletto abate e ricevette la benedizione abbaziale dal cardinale Pierre-Lambert Goossens, arcivescovo di Malines.
Particolare rilevanza ebbe l'opera di apostolato liturgico avviata a Mont-César da dom Lambert Beauduin: nel 1910 iniziò la pubblicazione della mensile La vie liturgique, che offriva il testo delle messe domenicali del mese, e del mensile Les Questions liturgiques et paroissiales, dedicato al clero; iniziò anche a organizzare le Semaines Liturgiques.
Nel 1920 lasciò la congregazione di Beuron e, insieme ad altri monasteri benedettini belgi, andò a formare la Congregazione dell'Annunziata. Si unì alla provincia fiamminga della Congregazione sublacense nel 1968.